# SV Guts Muts Dresden
SV Guts Muts Dresden was een Duitse voetbalclub uit Dresden. De club werd opgericht in 1902 en werd na de Tweede Wereldoorlog ontbonden.

## Geschiedenis
Op 8 mei 1902 richtten enkele studenten het Heilig Kruis Gymnasium samen met leden van turnkring Turnverein GutsMuths de nieuwe sportclub Guts Muts op. De clubkleuren werden blauw-wit. De club begon al snel met een voetbalafdeling en na de Eerste Wereldoorlog ontwikkelde de club zich tot de grootste sportclub van Saksen met 1500 leden in twaalf sporttakken. Naast voetbal bood de club ook o.a. tennis, atletiek, handbal, zwemmen, boksen, turnen, peddelen en hockey aan.
In 1922/23 werd de club kampioen van Midden-Duitsland en mocht daarna deelnemen aan de eindronde om de Duitse landstitel en werd daar in de eerste ronde door Hamburger SV uitgeschakeld met 2-0.
Enkele maanden later werd het nieuwe stadion ingehuldigd in een vriendschappelijke wedstrijd tegen de Nederlandse topclub Blauw-Wit Amsterdam die met 3-2 gewonnen werd door de thuisploeg. Na Dresdner SC werd Guts Muts een van de sterkste clubs van Saksen. De club speelde internationale vriendschappelijke wedstrijden tegen onder andere Bolton Wanderers, Slavia Praag, KB Kopenhagen, Galatasaray Constantinopel en het Egyptische elftal van de Olympische Spelen.
In 1933 werd het voetbal in Duitsland gereorganiseerd en werd de Gauliga ingevoerd als hoogste klasse. Guts Muts speelde in de Gauliga Saksen. Na enkele jaren subtop moest de club eind jaren dertig tegen de degradatie vechten en degradeerde uiteindelijk in 1940. Reden hiervoor was dat enkele spelers opgeroepen werden om in het leger te dienen nu de Tweede Wereldoorlog uitgebroken was. Na één seizoen promoveerde de club weer, maar werd afgetekend laatste met slechts 3 punten. De laatste wedstrijd van de club werd op 17 december 1944 gespeeld en verloren van Dresdner SC met 0-1. Na het einde van de oorlog werden alle organisaties in Duitsland ontbonden. De meeste sportclubs werden heropgericht, maar Guts Muts niet.
In 1951 werd wel BSG Turbine Dresden opgericht dat op het terrein van Guts Muts ging spelen. De naam is inmiddels SSV Turbine Dresden en de club speelt in de Kreisliga, de laagste klasse.